# بيت سعدان (مدينة حجة)

تعديل مصدري - تعديل

بيت سعدان هي إحدى قرى عزلة عبس بمديرية مدينة حجة التابعة لمحافظة حجة، بلغ تعداد سكانها 33 نسمة حسب تعداد اليمن لعام 2004.